# Fünfkampf-Europameisterschaft 1954

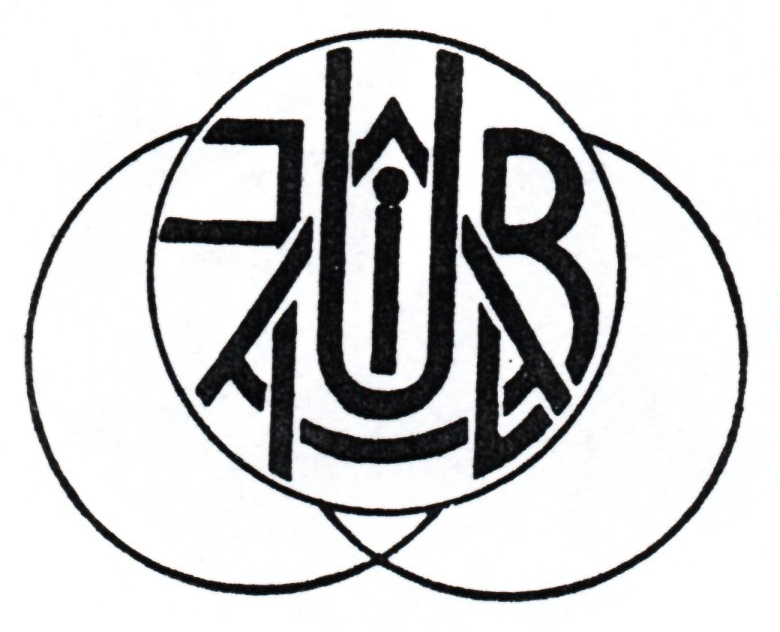
Logo UIFAB (ausrichtender Verband)

Die Fünfkampf-Europameisterschaft 1954, auch Pentathlon-Europameisterschaft genannt, war das erste Turnier in dieser Disziplin des Karambolagebillards und fand vom 23. bis zum 31. März 1954 in Valencia statt. Es war die erste Fünfkampf-Europameisterschaft in Spanien.

## Geschichte
Fünfkampf-Weltmeisterschaften wurden bereits seit 1933 durchgeführt. Jetzt entschied sich die UIFAB auch eine Europameisterschaft einzuführen. Das Problem ist das der Fünfkampf ein Mammutturnier ist und Ausrichter zu finden ist nicht so einfach. Der spanische Verband startete mit dem ersten Turnier in Valencia. Der Start verlief dann auch etwas ruckelig. Für Deutschland startete der Deutsche Meister Walter Lütgehetmann, der in Frankfurt am Main bei der Deutschen Meisterschaft Weltklasseleistungen erzielte. Als weiterer Deutscher war August Tiedtke für das Turnier gemeldet. Da Tiedtke im damals autonomen Saarland wohnte, gab es eine Menge Probleme mit dem Visum. Zu viele Institutionen waren zuständig. Deshalb klappte es nicht. Die Favoriten dieser EM kamen aber ganz klar aus Belgien. Am höchsten eingestuft wurde vor dem Turnier René Vingerhoedt. Am Ende setzte sich aber der Spanier  Joaquín Domingo durch obwohl er nach Matchpunkten nur Dritter geworden wäre. Aber in Valencia wurde, anders als in Belgien und Deutschland, nach Gewinn der Partiepunkte gewertet. Ein weiteres Problem für die Nordeuropäer waren die sehr ungewohnten Formatchbälle. Die Spieler waren Elfenbeinbälle gewohnt. Damit nutzte Domingo geschickt den Heimvorteil.

## Modus
Gespielt wurde das ganze Turnier im Round Robin Modus.
1. PP = Partiepunkte
2. MP = Matchpunkte
3. VGD = Verhältnismäßiger Generaldurchschnitt
4. BVED = Bester Einzel Verhältnismäßiger Durchschnitt

Bei der Berechnung des VGD wurden die erzielten Punkte in folgender Weise berechnet:
Freie Partie: Distanz 500 Punkte (erzielte Punkte mal 1)
Cadre 47/2: Distanz 400 Punkte (erzielte Punkte mal 2)
Einband: Distanz 150 Punkte (erzielte Punkte mal 9)
Cadre 71/2: Distanz 300 (Punkte erzielte Punkte mal 3)
Dreiband: Distanz 50 Punkte (erzielte Punkte mal 40)
Alle Aufnahmen wurden mal 1 gewertet.
Der Fünfkampf wurde pro Match über zwei Tage gespielt.
In der Endtabelle wurden die erzielten Partiepunkte vor den Matchpunkten und dem VGD gewertet.

## Abschlusstabelle
| Legende | Legende                                       |
| --- | --------------------------------------------- |
| Abk. | Bedeutung                                     |
| Pkt. | erzielte Punkte                               |
| Aufn. | benötigte Aufnahmen                           |
| ED | Einzeldurchschnitt                            |
| GD | Generaldurchschnitt                           |
| VGD | Verhältnismässiger Generaldurchschnitt        |
| BMD | Bester Mannschaftsdurchschnitt                |
| BED | Bester Einzeldurchschnitt                     |
| BSD | Bester Satzdurchschnitt                       |
| BEVD | Bester Einzel Verhältnismässiger Durchschnitt |
| HS | Höchstserie                                   |
| MP | Match Points                                  |
| PP | Partie Punkte                                 |
| G-U-V | Gewonnen-Unentschieden-Verloren               |
| SV | Satzverhältnis                                |
| WRP | Weltranglistenpunkte                          |
| | 1. Platz (Gold)                               |
| | 2. Platz (Silber)                             |
| | 3. Platz (Bronze)                             |
| | Bester GD des Turniers/Runde                  |
| | Bester VGD des Turniers/Runde                 |
| | Bester ED des Turniers/Runde                  |
| | Bester BVGD des Turniers/Runde                |
| | Beste HS des Turniers/Runde                   |
| (Evtl. finden nicht alle Begriffe Anwendung oder einige sind nicht aufgeführt. Diese können in der Liste der Karambolage-Begriffe nachgesehen werden.) |                                               |

| Endklassement              | Endklassement       | Endklassement | Endklassement | Endklassement | Endklassement | Endklassement | Endklassement | Endklassement | Endklassement |
| Platz                      | Name                | G-U-V         | PP            | MP            | Pkte.         | Aufn.         | VGD           | BVED          |               |
| -------------------------- | ------------------- | ------------- | ------------- | ------------- | ------------- | ------------- | ------------- | ------------- | ------------- |
| 1                          | Joaquín Domingo     | 21-0-9        | 42:18         | 8:4           | 30510         | 983           | 31,03         | 45,72         |               |
| 2                          | Joseph Vervest      | 19-1-10       | 39:21         | 10:2          | 28043         | 968           | 28,97         | 34,39         |               |
| 3                          | René Vingerhoedt    | 18-1-11       | 37:23         | 9:3           | 31143         | 776           | 40,13         | 47,08         |               |
| 4                          | Walter Lütgehetmann | 15-1-14       | 31:29         | 5:7           | 28948         | 939           | 30,82         | 39,16         |               |
| 5                          | Jean Galmiche       | 13-2-15       | 28:32         | 6:6           | 26482         | 1052          | 25,17         | 26,93         |               |
| 6                          | Alfredo Ferraz      | 10-1-19       | 21:39         | 3:9           | 27583         | 932           | 29,59         | 34,53         |               |
| 7                          | Salvador Orti Vélez | 5-2-23        | 12:48         | 1:11          | 23391         | 1061          | 22,04         | 23,52         |               |
| Turnierdurchschnitt: 29,21 |                     |               |               |               |               |               |               |               |               |

## Disziplintabellen
| Platz                      | Name                | MP   | Pkte. | Aufn. | GD    | BED    | HS  | VGD   |
| -------------------------- | ------------------- | ---- | ----- | ----- | ----- | ------ | --- | ----- |
| 1                          | Joseph Vervest      | 12:0 | 3000  | 38    | 78,94 | 250,00 | 499 | 78,94 |
| 2                          | Joaquín Domingo     | 10:2 | 2653  | 66    | 40,19 | 250,00 | 500 | 40,19 |
| 3                          | Salvador Orti Vélez | 8:4  | 2621  | 74    | 35,41 | 71,42  | 416 | 35,41 |
| 4                          | Jean Galmiche       | 6:6  | 2037  | 64    | 31,82 | 38,46  | 147 | 31,82 |
| 5                          | Walter Lütgehetmann | 4:8  | 1727  | 73    | 23,65 | 83,33  | 375 | 23,65 |
| 6                          | René Vingerhoedt    | 2:10 | 2124  | 63    | 33,71 | 38,46  | 285 | 33,71 |
| 7                          | Alfredo Ferraz      | 0:12 | 1917  | 52    | 36,86 | –      | 330 | 36,86 |
| Turnierdurchschnitt: 37,39 |                     |      |       |       |       |        |     |       |

| Platz                      | Name                | MP   | Pkte. | Aufn. | GD    | BED   | HS  | VGD   |
| -------------------------- | ------------------- | ---- | ----- | ----- | ----- | ----- | --- | ----- |
| 1                          | Joseph Vervest      | 12:0 | 2400  | 93    | 25,80 | 50,00 | 187 | 51,61 |
| 2                          | René Vingerhoedt    | 8:4  | 2211  | 87    | 25,41 | 36,36 | 165 | 50,82 |
| 3                          | Joaquín Domingo     | 8:4  | 2191  | 103   | 21,27 | 33,33 | 134 | 42,54 |
| 4                          | Jean Galmiche       | 8:4  | 1823  | 113   | 16,13 | 33,33 | 116 | 32,26 |
| 5                          | Alfredo Ferraz      | 2:10 | 1803  | 99    | 18,21 | 23,52 | 151 | 36,42 |
| 6                          | Walter Lütgehetmann | 2:10 | 1592  | 113   | 14,08 | 23,52 | 143 | 28,17 |
| 7                          | Salvador Orti Vélez | 2:10 | 1389  | 113   | 12,29 | 19,04 | 83  | 24,58 |
| Turnierdurchschnitt: 18,60 |                     |      |       |       |       |       |     |       |

| Platz                     | Name                | MP   | Pkte. | Aufn. | GD   | BED  | HS | VGD   |
| ------------------------- | ------------------- | ---- | ----- | ----- | ---- | ---- | -- | ----- |
| 1                         | Joaquín Domingo     | 12:0 | 900   | 217   | 4,14 | 8,82 | 37 | 37,32 |
| 2                         | René Vingerhoedt    | 9:3  | 892   | 192   | 4,64 | 6,81 | 23 | 41,81 |
| 3                         | Walter Lütgehetmann | 9:3  | 895   | 264   | 3,39 | 6,00 | 30 | 30,51 |
| 4                         | Jean Galmiche       | 6:6  | 726   | 286   | 2,53 | 2,88 | 26 | 22,84 |
| 5                         | Joseph Vervest      | 4:8  | 692   | 284   | 2,43 | 3,00 | 21 | 21,92 |
| 6                         | Alfredo Ferraz      | 2:10 | 655   | 237   | 2,76 | 3,84 | 26 | 24,87 |
| 7                         | Salvador Orti Vélez | 0:12 | 572   | 235   | 2,43 | –    | 26 | 22,00 |
| Turnierdurchschnitt: 3,10 |                     |      |       |       |      |      |    |       |

| Platz                      | Name                | MP   | Pkte. | Aufn. | GD    | BED   | HS  | VGD   |
| -------------------------- | ------------------- | ---- | ----- | ----- | ----- | ----- | --- | ----- |
| 1                          | Alfredo Ferraz      | 8:4  | 1615  | 101   | 15,99 | 37,50 | 104 | 47,97 |
| 2                          | Walter Lütgehetmann | 8:4  | 1630  | 116   | 14,05 | 50,00 | 159 | 42,15 |
| 3                          | Joseph Vervest      | 7:5  | 1765  | 102   | 17,30 | 30,00 | 174 | 51,91 |
| 4                          | René Vingerhoedt    | 6:6  | 1544  | 74    | 20,86 | 42,85 | 138 | 62,59 |
| 5                          | Jean Galmiche       | 6:6  | 1555  | 139   | 11,18 | 30,00 | 104 | 33,56 |
| 6                          | Joaquín Domingo     | 6:6  | 1485  | 141   | 10,53 | 30,00 | 103 | 31,59 |
| 7                          | Salvador Orti Vélez | 1:11 | 1194  | 112   | 10,66 | 16,66 | 100 | 31,98 |
| Turnierdurchschnitt: 13,73 |                     |      |       |       |       |       |     |       |

| Platz                      | Name                | MP   | Pkte. | Aufn. | GD    | BED   | HS | VGD   |
| -------------------------- | ------------------- | ---- | ----- | ----- | ----- | ----- | -- | ----- |
| 1                          | René Vingerhoedt    | 12:0 | 300   | 361   | 0,831 | 1,388 | 8  | 33,24 |
| 2                          | Alfredo Ferraz      | 9:3  | 283   | 444   | 0,637 | 0,806 | 8  | 25,49 |
| 3                          | Walter Lütgehetmann | 8:4  | 278   | 374   | 0,734 | 1,020 | 8  | 29,73 |
| 4                          | Joaquín Domingo     | 6:6  | 273   | 456   | 0,598 | 0,724 | 5  | 23,94 |
| 5                          | Joseph Vervest      | 4:8  | 218   | 451   | 0,483 | 0,684 | 10 | 19,33 |
| 6                          | Jean Galmiche       | 2:10 | 240   | 450   | 0,533 | 0,537 | 6  | 21,33 |
| 7                          | Salvador Orti Vélez | 1:11 | 232   | 528   | 0,439 | 0,485 | 8  | 17,57 |
| Turnierdurchschnitt: 0,595 |                     |      |       |       |       |       |    |       |